# Heptapteridae
Famille
Les Heptapteridés (famille des Heptapteridae) forment une famille de poissons-chats appartenant à l'ordre des Siluriformes.

## Liste des genres
Selon World Register of Marine Species (29 octobre 2017) :
- genre Acentronichthys Eigenmann & Eigenmann, 1889
- genre Brachyglanis Eigenmann, 1912
- genre Brachyrhamdia Myers, 1927
- genre Cetopsorhamdia Eigenmann & Fisher, 1916
- genre Chasmocranus Eigenmann, 1912
- genre Gladioglanis Ferraris & Mago-Leccia, 1989
- genre Goeldiella Eigenmann & Norris, 1900
- genre Heptapterus Bleeker, 1858
- genre Horiomyzon Stewart, 1986
- genre Imparales Schultz, 1944
- genre Imparfinis Eigenmann & Norris, 1900
- genre Leptorhamdia Eigenmann, 1918
- genre Mastiglanis Bockmann, 1994
- genre Myoglanis Eigenmann, 1912
- genre Nannoglanis Boulenger, 1887
- genre Nemuroglanis Eigenmann & Eigenmann, 1889
- genre Pariolius Cope, 1872
- genre Phenacorhamdia Dahl, 1961
- genre Phreatobius Goeldi, 1905
- genre Pimelodella Eigenmann & Eigenmann, 1888
- genre Rhamdella Eigenmann & Eigenmann, 1888
- genre Rhamdia Bleeker, 1858
- genre Rhamdioglanis Ihering, 1907
- genre Rhamdiopsis Haseman, 1911
- genre Taunayia Miranda Ribeiro, 1918